# Tecate Coordenada
El Tecate Coordenada, también conocido como Festival Coordenada, es un evento musical realizado en Guadalajara, México. Es organizado por OCESA en conjunto con Cultura UDG, un órgano especializado en eventos artísticos de la Universidad de Guadalajara. Tiene la iniciativa de descentralizar los eventos musicales en México, además, uno de sus objetivos es posicionarse como un festival tradicional de la Perla Tapatía, con los mejores actos nacionales e internacionales del momento. Cabe destacar que el festival es organizado por los creadores del Vive Latino y Corona Capital en Ciudad de México.
Su primera edición fue en noviembre de 2014 y contó con la asistencia de 20,000 personas. El evento es desarrollado en el Parque Trasloma, ubicado entre las avenidas Mariano Otero y López Mateos, dos de las arterias más importantes de la ZMG. Por el cartel del Coordenada han figurado los actos nacionales e internacionales más importantes de la escena musical, como The Hives, Zoé, Editors, Enrique Bunbury, Andrés Calamaro, Blur, Café Tacvba, Natalia Lafourcade, Los Tres, The Dandy Warhols, Los Fabulosos Cadillacs, Wolfmother, Capital Cities, Bloc Party, Carla Morrison, León Larregui, Cut Copy, Phoenix, Interpol, Molotov, Paramore, Garbage, Mon Laferte, Los Auténticos Decadentes, Band of Horses y Caligaris por mencionar algunos.
Se ha logrado posicionar en el gusto de los tapatíos y del público en general gracias a su propuesta en actos presentados y por su constante innovación y evolución. Cuenta con cinco ediciones ininterrumpidas, creciendo en número de bandas y asistentes.

## Historia
Como toda gran ciudad, Guadalajara tiene múltiples eventos de gran envergadura. Algunos de ellos, como la Feria Internacional del Libro de Guadalajara (FIL) o el Festival Internacional de Cine de Guadalajara (FICG) son ya de gran tradición entre los tapatios.
Coordenada nace con la idea de posicionarse como un evento más en la lista de la Ciudad de las Rosas. El auge de los conciertos masivos en México y en el mundo es otra de las razones por las cuales se realiza este proyecto.
Nace gracias a la colaboración entre Ocesa y Cultura UDG, un órgano especializado en eventos artísticos de la Universidad de Guadalajara.

## Coordenada 2014
Para su primera edición el Festival Coordenada causó sensación entre los tapatíos y el público en general, pues era la primera vez que se veía un cartel tan llamativo y fuerte para un evento de este estilo, ya que los headliners de aquella ocasión fueron The Hives, Zoé y Editors.
Para esta edición, se eligió el Parque Trasloma como sede, gracias a su excelente ubicación y comodidades. El día 2 de noviembre las bandas se alternaron en dos escenarios durante 12 horas ininterrumpidas. Hubo áreas de stands, mercado gastronómico y punto para firma de autógrafos. Contó con la asistencia de 20,000 personas procedentes de toda la República Mexicana, pero principalmente de la ciudad anfitriona.

### Alineación
- The Hives
- Zoé
- Editors
- Bunbury & Calamaro
- Panteón Rococó
- Enjambre
- Antemasque
- De la Tierra
- Hello Seahorse!
- Paté de Fuá
- Soja
- Yokozuna
- Loquillo

## Coordenada 2015
La segunda edición del Coordenada GDL se adelantó para octubre. El cartel se reveló a finales del mes de junio y causó gran revuelo por uno de los headliners, Blur,  ya que era la primera vez que tocaban en tierras tapatías. No solo por Blur se causó alboroto, sino también por Café Tacvba como acto nacional. Otros confirmados para esta edición de Coordenada fueron Foals, Natalia Lafourcade y The Raveonettes. El sólido cartel se vio afectado por la cancelación de dos de sus actos internacionales, Foals y The Raveonettes, quienes argumentaron problemas médicos y personales respectivamente. No obstante, con la salida de los daneses se sumó al cartel The Dandy Warhols. Como actos de rock en español se presentaron Los Tres, El Columpio Asesino, Dread Mar-I, Nacho Vegas y El Gran Silencio.
El Parque Trasloma volvió a ser sede de esta encuentro el 17 de octubre de 2015, logrando atraer a cerca de 23,000 personas de todos los rincones del país. Las áreas culturales y de esparcimiento, el mercado gastronómico, el sitio de firmas de autógrafos y los stands estuvieron disponibles durante todo el festival. Cabe destacar que además de los dos escenarios principales, se agregó un tercero para el talento emergente.

### Alineación
- Blur
- Café Tacvba
- Natalia Lafourcade
- Los Tres
- The Dandy Warhols
- Dread Mar-I
- El Gran Silencio
- Nacho Vegas
- El Columpio Asesino
- Rebel Cats
- Taraf de Haïdouks
- Little Jesus
- División Minúscula
- Presidente
- Mon Laferte
- Los Victorios
- Leiden
- Descartes a Kant
- Elsa y Elmar
- Old Natives

### Cancelaciones
- Foals
- The Raveonettes

## Coordenada 2016
La Perla de Occidente sorprendió con el Line-Up de la tercera edición del Festival Coordenada, teniendo como actos estelares a Los Fabulosos Cadillacs, Wolfmother, Capital Cites y a los británicos Bloc Party. El evento se realizó el 22 de octubre y presentó a exponentes de la escena musical a nivel nacional e internacional, ya que reunió a proyectos de países como Colombia, Argentina, Estados Unidos, Reino Unido y Australia. Se presentaron cerca de una treintena de actos, entre los que también destacaron Bomba Estéreo, Pond, Cut Copy, Los Amigos Invisibles, Illya Kuryaki & The Valderramas, Carla Morrison, León Larregui y los tapatíos Porter.
Una vez más, El Parque Trasloma fue testigo de este evento que logró abarrotarlo, ya que llegó al límite de su capacidad con 25,000 asistentes que caminaban de escenario en escenario, puesto que el festival creció en dimensión y en producción, porque se contó con cuatro platafromas, dos para los grandes actos y dos más para los emergentes, distribuidos a lo largo del inmueble. Ya como complemento típico del festival hubo zona de food trucks,  zona de descanso, autógrafos, activaciones y zona de patrocinadores como Indio, Ray-Ban, Johnnie Walker, Uber y Spotify. En esta tercera edición se implementó por primera vez el "ID COORDENADA" un sistema de pulsera que permitió el acceso al festival y al mismo tiempo funcionó como un sistema de pago sin efectivo, siendo el primer festival cashless en México.

### Alineación
- Los Fabulosos Cadillacs
- Wolfmother
- Capital Cities
- Bloc Party
- Carla Morrison
- León Larregui
- Cut Copy
- Illya Kuryaki & The Valderramas
- Pond
- Toots & The Maytals
- Bomba Estéreo
- Meme
- Los Amigos Invisibles
- Inspector
- Draco Rosa
- Porter
- Comisario Pantera
- Triángulo de Amor Bizarro
- Troker
- Quiero Club
- Juan Cirerol
- Nana Pancha
- Triciclo Circus Band
- Abominables
- De Nalgas
- Camilo Séptimo
- S7N
- Jotdog

## Coordenada 2017
El día 12 de junio a través de las cuentas oficiales del festival, se dio a conocer que el Coordenada se extendería por primera vez a dos días. La fecha elegida fue el viernes 20 y sábado 21 de octubre, concretando así la tan anhelada cuarta edición. Después de varias especulaciones, el Festival Coordenada reveló su cartel el miércoles 28 de junio, teniendo como headliners a Phoenix, Interpol, Molotov, Paramore, Garbage, Mon Laferte, Los Auténticos Decadentes, Band Of Horses y Caligaris.
El festival, al crecer en días inminentemente creció en dimensiones, pues contó con cuatro escenarios distribuidos por todo el Parque Trasloma, siguiendo el modelo del año pasado, dos escenarios para los actos estelares y dos más para los emergentes. Asimismo se anunciaron las amenidades que caracterizan al festival, como la zona de Food Trucks, la de descanso y autógrafos, uniéndose la carpa de Stand-Up de Casa Comedy, que ya había estado presente en las ediciones pasadas del Vive Latino. Cabe destacar que en esta edición se usó de nueva cuenta el "ID COORDENADA", pues quedó demostrado en la edición pasada la eficiencia de este sistema. 

### Alineación
- Phoenix
- Interpol
- Molotov
- Paramore
- Garbage
- Mon Laferte
- Los Auténticos Decadentes
- Band of Horses
- Caligaris
- Glass Animals
- Cultura Profética
- Jarabe de Palo
- Rock en tu Idioma Sinfónico
- Kinky
- Los Planetas
- Víctimas del Doctor Cerebro
- División Minúscula
- The Cribs
- Carlos Sadness
- Nortec Collective: Bostich + Fussible
- Reyno
- The Growlers
- Los Pericos
- Pumarosa
- Lucybell
- Ágora
- La Habitación Roja
- Okills
- Insite
- Centavrvs
- The Chamanas
- Los Rastrillos
- La Toma
- Amandititita
- Estelares
- Rostros Ocultos
- Shoot The Radio
- Tino El Pingüino
- Ruido Rosa
- Fanko
- Sexy Zebras
- Simpson Ahuevo
- Ghetto Kids

## Coordenada 2018
La quinta edición fue anunciada a través de las redes sociales del festival. La fecha elegida fue el viernes 19 y sábado 20 de octubre. A partir de esta edición el Festival Coordenada cambia de patrocinador a Cerveza Tecate, por lo que por cuestiones de patrocinio cambia de nombre a Tecate Coordenada. Es así que el día 6 de julio se lanza el cartel para la edición 2018, teniendo como headliners a Bunbury, Cypress Hill, Deadmau5, DLD, Enjambre, Fobia, Panteón Rococó, Residente, St. Vincent, The Offspring, Vicentico y Zoé. Cabe destacar que el Parque Trasloma fue elegido como sede nuevamente, pese al conflicto ocurrido en 2017 con vecinos aledaños a la zona. 
Días antes del evento Deadmau5 canceló su participación argumentando problemas personales, sumándose al cartel la banda británica White Lies.

### Alineación
- Airbag
- Aterciopelados
- Bunbury
- Camilo Séptimo
- CHDKF
- Cuca
- Cypress Hill
- Django Django
- DLD
- Doctor Krápula
- Dorian
- Él Mató a un Policía Motorizado
- Enjambre
- Fobia
- Heavysaurios
- Instituto Mexicano del Sonido
- Jet Jaguar
- Johnny Clarke
- Jumbo
- Kase.O
- Lanza Internacional
- LNG-SHT
- Los Cafres
- Los de Abajo
- Lost Acapulco
- Love of Lesbian
- Marcela Viejo
- Marian Hill
- Miranda!
- NoMBe
- Panteón Rococó
- Odisseo
- Residente
- Rey Pila
- Serbia
- Siddhartha
- Sonido Gallo Negro
- St. Vincent
- The Boxer Rebellion
- The Magic Numbers
- The Offspring
- The Voidz
- Vicentico
- White Lies
- Zoé

### Cancelaciones
- Deadmau5

## Coordenada 2019
La sexta edición del aclamado festival tapatío fue anunciada a través de redes sociales para el 18 y 19 de octubre de 2019. Contrario a lo realizado en años anteriores, en esta edición se develó el cartel con dos meses de anterioridad, por lo que el miércoles 22 de mayo se reveló el line-up del Tecate Coordenda encabezado por Babasónicos, Billy Idol, Café Tacvba, Juanes, LP, Ska-P, The Kooks, The National, The Neighbourhood y Vampire Weekend como cabezas de cartel. A partir de esta edición la sede cambia a la Explanada del Estadio Akron, mismo sede del Corona Capital Guadalajara. El cartel se vio afectado por la cancelación de The Kooks, sumándose en su lugar la banda estadounidense The Drums.

### Alineación
- Alemán
- Babasónicos
- Bandalos Chinos
- Bengala
- Belako
- Billy Idol
- Caballo Dorado
- Café Tacvba
- Cherry Glazerr
- CNVS
- Disidente
- Duki
- Fermín IV
- Francisco, El Hombre
- Fidel Nadal
- Health
- Hercules And Love Affair
- Insite
- Jenny Lewis
- Juanes
- Kakkmaddafakka
- La Burrita Cumbión
- La Gusana Ciega
- La Regadera
- La Vela Puerca
- León Benavente
- Little Jesus
- Los Estrambóticos
- LosPetitFellas
- LP
- María Barracuda
- Nacho Vegas
- No Te Va Gustar
- Ska-P
- Primavera Club
- Santa Sabina
- The Drums
- The Guadaloops
- The Wookies
- The National
- The Neighbourhood
- Tokyo Ska Paradise Orchestra
- Vampire Weekend
- Yeasayer

### Cancelaciones
- The Kooks